# I'm in Miami Bitch
Singles par LMFAO
Shooting Star
(2008) La La La
(2009)
Pistes de Party Rock
Rock the Beat Get Crazy
I'm in Miami Bitch (clean version I'm in Miami Trick), est le 1er single du groupe de Hip-hop/electro américain LMFAO. En 2008, le single sort en radio. Le single atteint la 51e place aux États-Unis dans le Billboard Hot 100 en juillet 2009. La chanson est aussi classée dans le classement Canadian Hot 100 et atteint un maximum à la 37e.
La chanson a été choisie comme musique de thème pour la télé-réalité Les Sœurs Kardashian à Miami et les sœurs Kardashian à New York. La chaine A&E Network a utilisé la chanson pour la promotion de la série Les Experts : Miami aux États-Unis.
Alors que la version originale entre seulement dans les hit-parades aux États-Unis, au Royaume-Uni et au Canada, le mashup avec Let the Bass Kick de Chuckie surpasse le succès de l'original.

## Classement par pays
| Classement (2008-2009)                        | Meilleure position |
| --------------------------------------------- | ------------------ |
| Australie (ARIA)                              | 27                 |
| Canada (Billboard Hot 100)                    | 37                 |
| États-Unis (Billboard Hot 100)                | 51                 |
| États-Unis (Billboard Pop Songs)              | 27                 |
| Royaume-Uni Singles (Official Charts Company) | 86[A]              |
| Royaume-Uni R&B (Official Charts Company)     | 24[A]              |

## Certifications
| Pays   | Certification | Ventes certifiées |
| ------ | ------------- | ----------------- |
| Canada | Platine       | 80 000            |

Classement version de Chuckie